# العرافة (رواية)
العرَّافة (بالإنجليزية: Lady Oracle)‏ هي رواية للكاتبة الكندية مارغريت آتوود، تسخر من القصص الرومانسية الغوطية والقصص الخيالية. نشرت عام 1976 من دار نشر ماكليلاند آند ستيوارت.

## القصة
الشخصية الرئيسية جوان فوستر روائية رومانسية، قضت معظم حياتها تهرب من مواقف صعبة. تتأرجح الرواية بين استعادة الذكريات من الماضي وبين سرد أحداث الحاضر. ويشاهدها القارئ في استعادة الذكريات طفلة سمينة تنتقدها والدتها دائماً، ولاحقاً تخفي مهنتها وماضيها كعشيقة لكونت بولندي، وعلاقتها الغرامية مع فنان استعراضي، عن زوجها آرثر المعاني من اضطراب القطب الثنائي.
وفي الحاضر تنشر مجموعة من الشعر النسوي، الذي يحقق نجاحاً كبيراً ويغمرها الشعور بالنجاح المفاجئ. وتصاب بالهلع بعد تعرضها لمحاولة ابتزاز من شخص اكتشف أسرارها. وبمساعدة اثنين من معارفها تقوم تزوير موتها وتهرب إلى إيطاليا.